# Estació d'Encants
Encants és una estació de la L2 del Metro de Barcelona situada sota el Carrer València entre els districtes de l'Eixample i Sant Martí de Barcelona i es va inaugurar el 1997 amb l'obertura del tram de la L2 entre Sagrada Família i La Pau.
El nom de l'estació prové dels dos mercats situats en aquest barri, anomenats Els Encants Vells i els Encants Nous.
| Metro de Barcelona     |                 |                                              |      |                        |
| Procedència/Destinació | <               | Línia                                        | >    | Procedència/Destinació |
| Paral·lel              | Sagrada Família | Logotip de la Línia 2 del metro de Barcelona | Clot | Badalona Pompeu Fabra  |

## Accessos
- Carrer València - Dos de Maig
- Carrer València - Aragó